# Vuiteboeuf
Vuiteboeuf je obec na západě Švýcarska v kantonu Vaud. Žije zde 589 obyvatel.

## Geografie
Vuiteboeuf leží v nadmořské výšce 589 m, vzdušnou čarou 7 km severozápadně od okresního města Yverdon-les-Bains. Obec leží na soutoku řek Baumine a Arnon, pod soutěskou Covatanne, v údolí na jižním úpatí Jury.
Území obce o rozloze 5,0 km² pokrývá část úpatí Jury. Území obce se táhne od údolí Brine přes jihovýchodně se svažující náhorní plošinu až k řece Arnon, která teče souběžně s horami přímo na úpatí Jury. Na severu se území rozkládá na strmém svahu předního jurského masivu (Côte de Vugelles), zatímco na západě patří svah Mont de Baulmes ještě k Vuiteboeuf. S nadmořskou výškou 1160 metrů se jedná o nejvyšší bod obce. V roce 1997 tvořila 7 % rozlohy obce zastavěná plocha, 42 % lesy a lesní porosty, 50 % zemědělství a o něco méně než 1 % neproduktivní půda.
K Vuiteboeuf patří obec Peney (565 m n. m.) na náhorní plošině Jura nad Brine a několik samostatných farem. Sousedními obcemi jsou Sainte-Croix, Bullet, Vugelles-La Mothe, Orges, Champvent a Baulmes. Celá obec je součástí Švýcarského kulturního dědictví.

## Historie
Území obce bylo osídleno velmi brzy, což dokládají nálezy mohyl z mladší doby železné. První písemná zmínka o obci pochází z roku 1024 pod názvem Vaitibo a v roce 1405 se objevuje název Vuitebo. Název místa je odvozen z germánského vardô (hlídat, pást) a latinského bos (dobytek, vůl).
Vuiteboeuf patřilo od středověku k panství Grandson. Po dobytí Vaudu Bernem v roce 1536 se část obce na pravém břehu Arnonu stala součástí panství Yverdon, zatímco část na levém břehu se stala součástí panství Grandson. V roce 1798 se u Vuiteboeufu odehrála bitva mezi revolucionáři z Vaudu a Francie a obyvateli Grandsonu, kteří byli loajální Bernu, která skončila porážkou těchto obyvatel. Po pádu Staré konfederace patřila obec v letech 1798–1803 v období Helvétské republiky ke kantonu Léman jako součást okresu Grandson, který byl poté po vstupu v platnost Ústavy o zprostředkování sloučen s kantonem Vaud. V roce 1803 bylo Vuiteboeuf přiřazeno k okresu Orbe.

## Obyvatelstvo
88,0 % obyvatel hovoří francouzsky, 2,9 % portugalsky a 2,2 % albánsky (stav v roce 2000). V roce 1870 žilo ve Vuiteboeuf celkem 465 obyvatel. Poté v důsledku silného vystěhovalectví klesl počet obyvatel o více než 50 % na 228 obyvatel do roku 1980, od té doby se počet obyvatel opět výrazně zvýšil.

## Hospodářství
Až do konce 19. století byla Vuiteboeuf vesnicí, která se vyznačovala především zemědělstvím. Na řece Arnon bylo od 17. století několik mlýnů a pil. Od konce 19. století až do roku 1960 zde byla továrna na výrobu hudebních skříněk. Dnes se obyvatelé živí drobným místním podnikáním a zemědělstvím, přičemž převažuje orná půda. Nachází se zde také elektrárna. V posledních desetiletích se Vuiteboeuf rozvíjí jako rezidenční obec. V důsledku toho mnoho pracujících dojíždí za prací převážně do Yverdonu.

## Doprava
Obec leží na hlavní silnici z Yverdonu do Sainte-Croix. Úzkorozchodná železnice Chemin de fer Yverdon–Ste-Croix byla uvedena do provozu 27. listopadu 1893. Železniční stanice se nachází mimo obec, na půli cesty mezi Vuiteboeuf a Peney. Do Vuiteboeuf jezdí také linka Postbusu z Yverdonu do Novalles.

## Fotogalerie

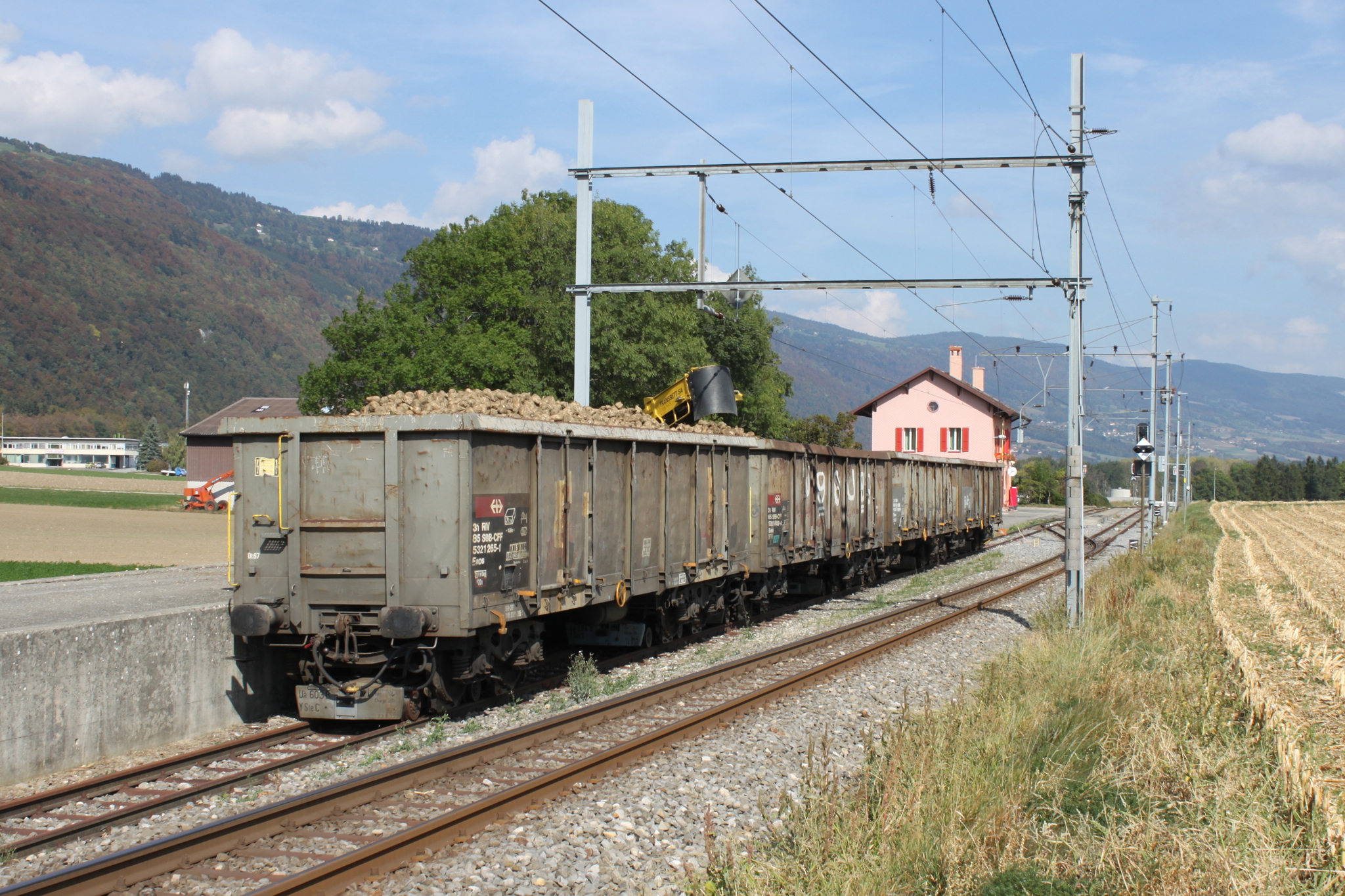
Železniční stanice
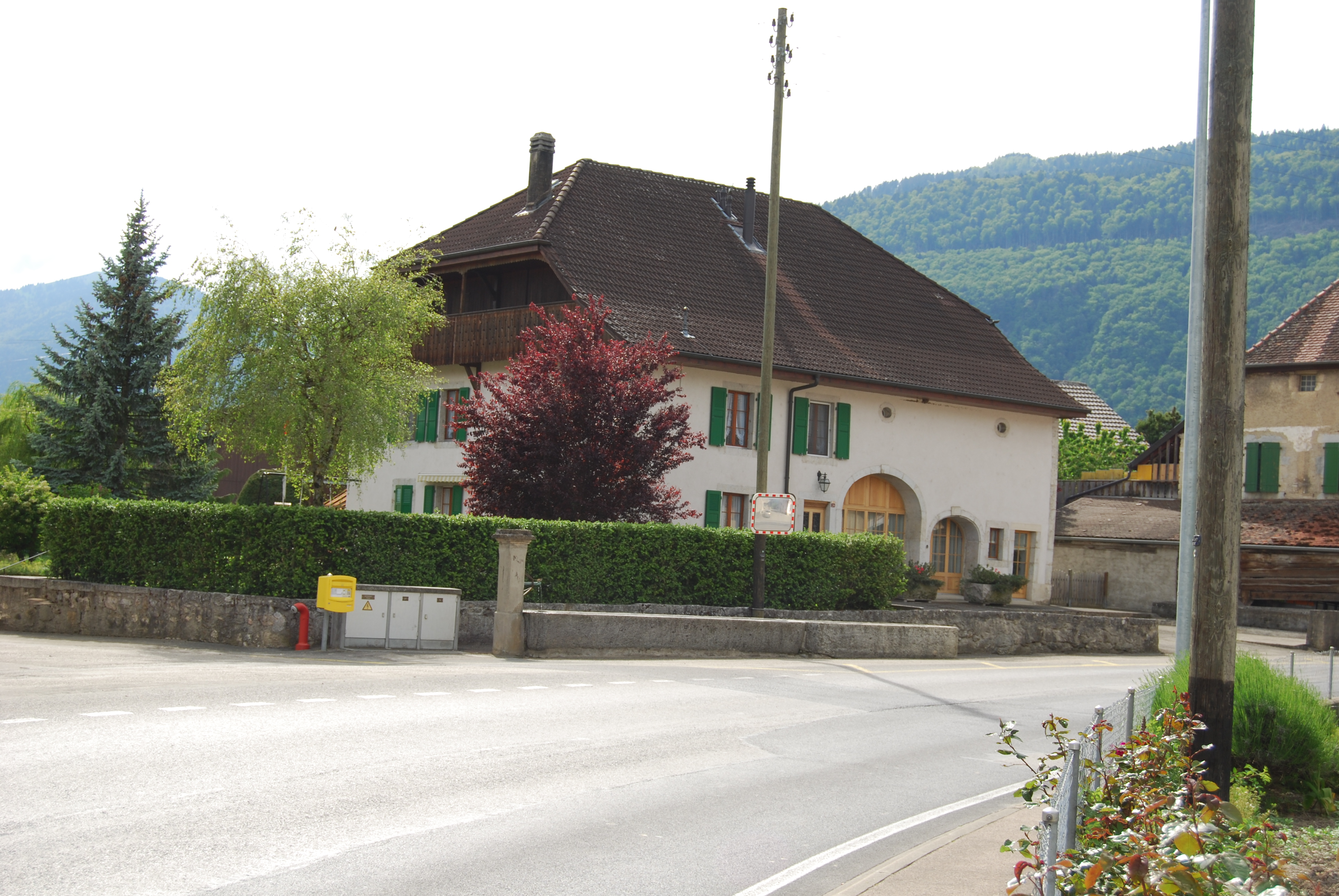
Peney
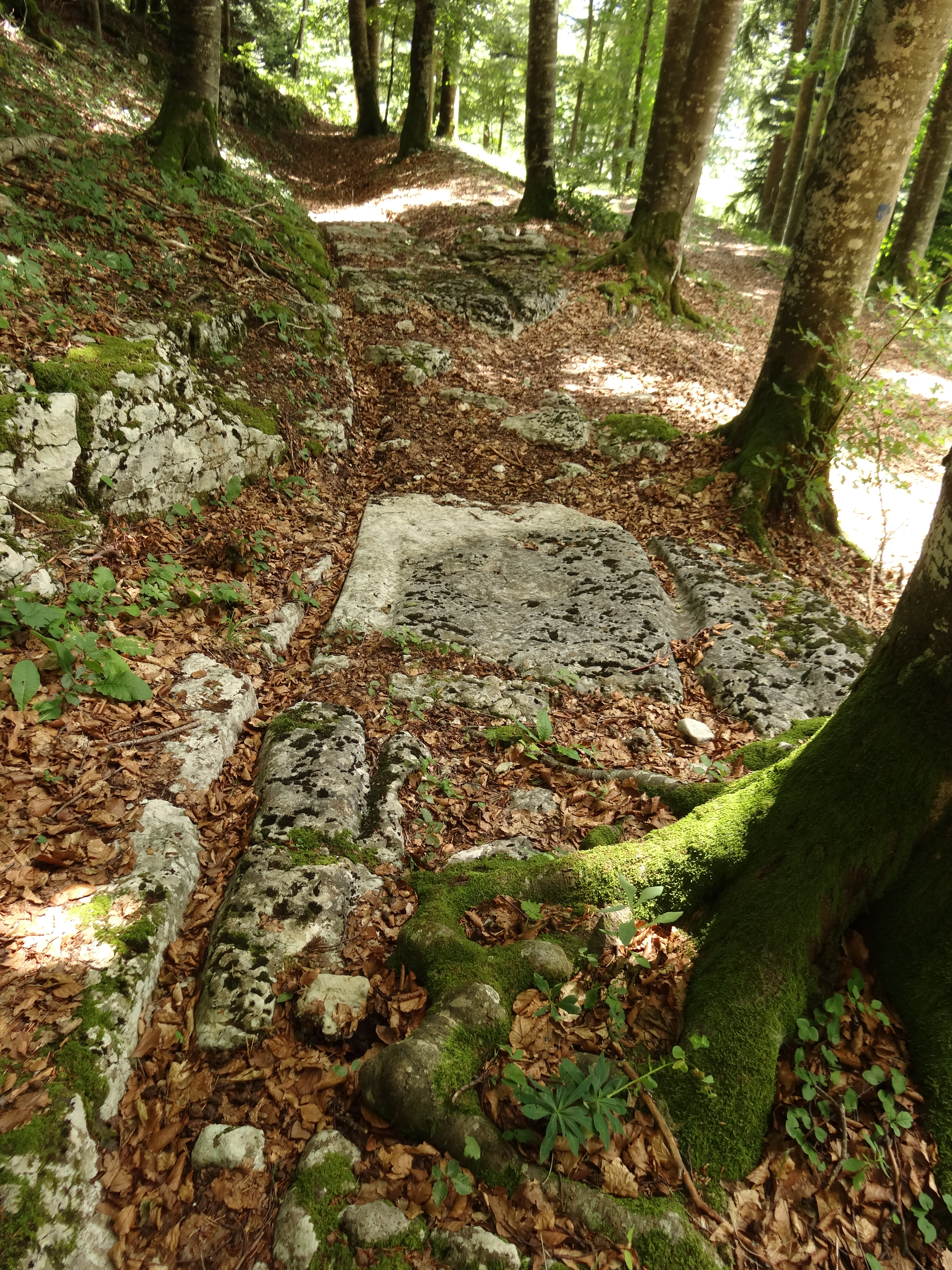
Route du Sel